# Marco Barusso
Marco Barusso (Finale Ligure, 9 de abril de 1973) es un productor, arreglista, guitarrista e ingeniero de audio italiano.

## Trayectoria
Conocido por su trabajo con artistas italianos dominantes como Nek, 883, Edoardo Bennato, Eros Ramazzotti, Tazenda, Laura Pausini y también internacionales como Lacuna Coil, HIM, 30 Seconds To Mars, Coldplay, Jarabe De Palo. También produjo muchos artistas como Pooh, Enrico Ruggeri, Edoardo Bennato, Roby Facchinetti y  Riccardo Fogli, Benji & Fede, Après la classe, Danny Peyronel, Finley, Bianca Atzei, Gli Atroci, Heavy Metal Kids, Cayne.
Mientras tanto, continuó su actividad como guitarrista y bajista. Tocó en muchos discos y también compartió escenario con artistas como Paola Turci, Alexia, Danny Peyronel, Roby Facchinetti y Riccardo Fogli.
Ha sido guitarrista y productor de la legendaria banda inglesa Heavy Metal Kids, con quien toco desde 2002 hasta 2010.
De 2006 a 2014 ha sido guitarrista y productor de la banda de rock gótico Cayne, refundada con Claudio Leo, guitarrista de Lacuna Coil. 
Desde 2012, Barusso también imparte un curso sobre técnicas de suma para ingenieros de audio en el CPM de Milán.
A principios de 2017 anunció el nacimiento de su proyecto como solista The Price, en el que participan numerosos artistas italianos con los que ha colaborado a lo largo de los años.

## Discografía (selección)
Legenda: GT= Guitarrista BS=Bajista SE=Sound Engineer PR=Programador MX=Mix Mst=Mastering
- 1994 - Claudio Allifranchini, Álbum: Wally - SE (Assistant)
- 1995 - 883, Álbum: La donna il sogno e il grande incubo - SE (Assistant)
- 1995 - Alice, Álbum: Charade - SE (Assistant)
- 1996 - Arcano, Álbum: Scopri l'Arcano - GT
- 1996 - AAVV, Álbum: Battiato non Battiato - GT/BS/SE/MX en Segnali di vita
- 1996 - B-Nario, Álbum: La musica che piace a noi - GT/SE
- 1996 - 883, Álbum: Gli anni - SE
- 1997 - 883, Álbum: La dura legge del gol! - GT/SE
- 1998 - Alessandro Bertozzi, Álbum: Big city dreamer - SE
- 1998 - Alice, Álbum: Exit - SE
- 1999 - Fausto Leali, Álbum: Leali Live - SE en canciones inéditas.
- 1999 - Gnola Blues Band, Álbum: Walking through the shadows of the blues - SE/GT/MX
- 1999 - Alice, Álbum: God is my Dj - SE
- 2000 - Comunicazione Corrotta, Álbum: Decadance - SE/MX
- 2000 - Alice, Álbum: Personal Jukebox - SE
- 2000 - Vincenza Casati, Álbum: Normale anormale - SE/PR/MX/GT
- 2000 - 883, Álbum: Grazie mille - SE
- 2001 - Enzo Jannacci, Álbum: Come gli aeroplani - SE en Sono timido
- 2001 - Billy Cobham, Álbum: Drum'n'voice - SE (Hammond Organs)
- 2001 - Mandolin Brothers, Álbum: For Real - SE
- 2002 - Gazosa, Álbum: Inseparabili - SE/PR/MX
- 2002 - Adriano Celentano, Álbum: Per sempre - SE/PR
- 2003 - Matteo Bassi, Álbum: Vivo sulla luna - SE/GT/MX
- 2003 - I dieci comandamenti, Álbum: Il Musical - SE/PR/GT/MX
- 2004 - Max Pezzali, Álbum: Il mondo insieme a te - SE
- 2004 - Maya, Álbum: Lost connection - SE/PR/MX
- 2005 - Paolo Agosta, Álbum: Nuove strade - MX
- 2005 - Niccolò Agliardi, Álbum: 1009 Giorni - SE/MX
- 2006 - Alessandro Bertozzi, Álbum: Talkin' Back - SE/MX
- 2006 - Gennaro Cosmo Parlato, Álbum: Che cosa c'è di strano? - MX
- 2006 - Virginio, Álbum: Virginio - SE/MX
- 2006 - Lacuna Coil, Álbum: Karmacode - SE/PR
- 2006 - Gennaro Cosmo Parlato, Álbum: Remainders - MX/BS
- 2006 - Cradle of Filth, Álbum: Thornography - SE - Voz de Ville Valo HIM en The Byronic Man
- 2007 - Drupi, Álbum: Fuori target - SE/GT/MX
- 2007 - Inoki, Álbum: Nobiltà di strada - SE/GT/BS/MX
- 2007 - Moka, Álbum: Fai tu - SE/MX
- 2007 - Giulia Cardia, Álbum: Mi va - SE/GT/MX
- 2007 - Gianni Bella, Álbum: Forever, per sempre - GT
- 2007 - Lowerland, Álbum: Rivers and bridges - MX
- 2007 - Tazenda, Álbum: Vida - SE/GT/MX
- 2007 - Eros Ramazzotti, Álbum: e² - SE en Il tempo tra di noi
- 2008 - Lowerland, Álbum: Colours - MX
- 2008 - Tarchonfist, Álbum: Tarchonfist - MX
- 2008 - Niccolò Agliardi, Álbum: Da casa a casa - SE/MX
- 2008 - Fratelli Calafuria, Álbum: Senza titolo (del fregarsene di tutto e del non fregarsene di niente) - SE/MX
- 2008 - Tazenda, Álbum: Madre terra - SE/MX en Madre terra
- 2008 - Liberpool, Álbum: LP - SE/GT/MX
- 2008 - Andrea Maja, Álbum: Sfumature - SE/MX
- 2009 - Lowerland, Álbum: Live at Politeama - MX
- 2009 - Myland, Álbum: No man's land - MX
- 2009 - Tarchonfist, Álbum: Fighters - MX
- 2009 - Jacopo Sarno, Álbum: 1989 - SE/MX
- 2010 - Vocalamity, Álbum: Il sistema per sentirlo a pezzi - MX
- 2010 - Lacuna Coil, Álbum: Shallow Life Deluxe Edition - MX Live at house of blues
- 2010 - Jessica Brando, Álbum: Dimmi cosa sogni - GT/BS/MX
- 2010 - Nicolas Bonazzi, Álbum: Dirsi che è normale - SE/PR/MX
- 2010 - La Sindrome, Álbum: L'arena del peccato - MX
- 2010 - Luca Marino, Álbum: Con la giacca di mio padre - SE/MX
- 2010 - Amphitrium, Álbum: Scarsache - MX
- 2010 - Babylonia, Álbum: Motel la solitude - MX
- 2011 - Myland, Álbum: Light of a new day - MX
- 2011 - Blugrana, Álbum: Blugrana - MX
- 2011 - Trivision, Álbum: Muoversi nel liquido - MX
- 2011 - Modà, Álbum: Viva i romantici - SE/GT/MX
- 2011 - Luca Napolitano, Álbum: Fino a tre - MX
- 2011 - Alessandro Casillo, Álbum: Raccontami chi sei - SE/MX
- 2011 - OBK, Álbum: 20 Nuevas versiones singles 1991/2011 - MX di Ni te das cuenta
- 2011 - Laura Pausini, Álbum: Inedito - SE en Tutto non fa te
- 2012 - Emma Marrone, Álbum: Sarò libera - SE/MX en Non è l'inferno
- 2012 - Virginio, Álbum: Ovunque - MX
- 2012 - Babylonia, Álbum: Tales of loving hearts - GT/MX
- 2012 - Alessandro Casillo, Álbum: È vero - SE/GT/MX
- 2012 - Lacuna Coil, Álbum: Dark Adrenaline - MX
- 2012 - Tazenda, Álbum: Ottantotto - MX
- 2012 - Eros Ramazzotti, Álbum: Noi - SE/GT/BS/PR
- 2013 - Modà, Álbum: Gioia - SE/PR/MX
- 2013 - Odd Dimension, Álbum: The last embrace to humanity - MX
- 2013 - La Cricca, Álbum: In qualche modo - MX
- 2014 - Sagi Rei, Álbum: Diamonds, jade and pearls - SE
- 2014 - AAVV, Álbum: Braccialetti rossi - MX
- 2014 - Greta Manuzi, Álbum: Ad ogni costo - MX
- 2014 - Cimieri, Álbum: Pura follia - MX
- 2014 - Modà, Álbum: Live a San Siro - SE/MX
- 2014 - Gianluca Capozzi, Álbum: Tra le cose che ho - MX
- 2014 - Tazenda, Álbum: Cuore e vento - SE/MX
- 2014 - Fiorella Mannoia, Álbum: Fiorella - MX di Ho imparato a sognare e Io non ho paura
- 2014 - Anastacia / Kekko, Single: Lifeline/Luce per sempre - SE
- 2015 - Roberto Tiranti, Álbum: Saper aspettare - SE/GT/MX
- 2015 - Annalisa, Álbum: Splende - SE/MX
- 2015 - Bianca Atzei, Álbum: Bianco e nero - SE/MX
- 2015 - Dear Jack, Álbum: Domani è un altro film (seconda parte) - SE/MX
- 2015 - Nek, Álbum: Prima di parlare - SE/MX
- 2015 - Babylonia, Álbum: Multidimensional - SE/MX
- 2015 - Modà, Álbum: Passione maledetta - SE/MX
- 2016 - Dear Jack, Álbum: Mezzo respiro - MX
- 2016 - Stadio, Álbum: Miss nostalgia - MX
- 2016 - Ron, Álbum: La forza di dire sì - SE/MX/GT
- 2016 - SEVI, Álbum: The battle never ends - MST
- 2016 - Enrico Ruggeri, Álbum: Un viaggio incredibile - SE/MX/GT
- 2016 - Lacuna Coil, Álbum: Delirium - SE/MX/GT
- 2016 - Tiromancino, Álbum: Nel respiro del mondo - SE/MX
- 2016 - Morphium, Álbum: The Blackout - MX
- 2016 - Nek, Álbum: Unici - MX
- 2016 - Benji & Fede, Álbum: 0+ - SE
- 2016 - Pooh, Álbum: L'ultima notte insieme - SE/PR/MX/GT (Inediti)
- 2017 - Silvia Mezzanotte, Singles: Perdutamente, Libera - SE/MX
- 2017 - Gianluca Grignani, Single: Aida - SE/MX
- 2017 - Chiara Grispo, Single: Niente è impossibile - SE/MX
- 2017 - Luca "Grido" Aleotti, Singles: Gravità Zero, Strade Sbagliate - SE/MX/PR/GT
- 2017 - Alexia, Álbum: Quell'altra - SE/MX
- 2017 - Roby Facchinetti e Riccardo Fogli, Insieme - SE/MX/GT
- 2017 - Cristina D'Avena, Álbum: Duets - Tutti cantano Cristina - MX
- 2017 - Paolo Morbini Project, Álbum: PMP - MX/GT
- 2017 - Nesli, Single: Maldito - MX
- 2018 - Misfatto, Álbum: L'uomo dalle 12 dita - MX
- 2018 - Fabrizio Moro, Álbum: Parole, Rumori e Anni - Parte 1 - MX
- 2018 - Dear Jack, Single: L'impossibile - MX
- 2018 - Nesli, Single: Immagini - MX
- 2018 - Mario Biondi, Single: Smooth Operator - MX

## Mix Broadcast
- 2006 - Festival di Sanremo 2006 - Artistas: Virginio
- 2007 - 30 Seconds to Mars - The Kill Live Festivalbar - (Studio Mix)
- 2008 - Festival di Sanremo 2008 - Artistas: Finley, Sergio Cammariere, Milagro, Valerio Sanzotta
- 2010 - Festival di Sanremo 2010 - Artistas: Valerio Scanu (1º Clasificado Cat. Big), Arisa, Jessica Brando, Luca Marino, Nicolas Bonazzi, Nina Zilli
- 2010 - Diane Birch - Montecarlo Nights - (Studio Mix)
- 2011 - Festival di Sanremo 2011 - Artistas: Modà y Emma
- 2011 - Coldplay - Heineken Jamming Festival - (Studio Mix)
- 2012 - Modà - Festival de Verona
- 2012 - Modà - San Siro - (Studio Mix)
- 2012 - Festival di Sanremo 2012 - Artistas: Emma (1ª Classificata Cat. Big), Irene Fornaciari, Francesco Renga, Alessandro Casillo (1º Clasificado Cat. joven), Giulia Anania
- 2013 - Festival di Sanremo 2013 - Artistas: Marco Mengoni (1º Clasificado Cat. Big), Modà, Andrea Nardinocchi, Irene Ghiotto
- 2014 - Festival di Sanremo 2014 - Artistas: Francesco Renga, Cristiano De André, Frankie hi-nrg mc, Giusy Ferreri, Rocco Hunt (1º Clasificado Cat. joven).
- 2015 - Festival di Sanremo 2015 - Artistas: Nek, Annalisa, Dear Jack, Bianca Atzei, Lara Fabian, Chantal Chanty Saroldi
- 2016 - Festival di Sanremo 2016 - Artistas: Enrico Ruggeri, Stadio (1º Clasificado Cat. Big), Francesco Gabbani (1º Clasificado Cat. joven), Annalisa, Dear Jack, Francesca Michielin, Patty Pravo, Noemi.
- 2016 - Stadio - RadioItalia Live - (Studio Mix)
- 2016 - Modà - San Siro - (Studio Mix)
- 2017 - Festival di Sanremo 2017 - Artistas: Bianca Atzei.
- 2017 - Battiti live (5 episodios en el canal Italia 1)
- 2017 - Benji & Fede 0+ Tour en Mediolanum Forum (Italia 1).
- 2018 - Festival di Sanremo 2018 - Artistas: Roby Facchinetti y Riccardo Fogli, Noemi, Enzo Avitabile y Peppe Servillo, Annalisa, Renzo Rubino, Lorenzo Baglioni, Ultimo (1º Clasificado Cat. joven).
- 2019 - Festival di Sanremo 2019 - Artistas: Patty Pravo y Briga, Francesco Renga, Il Volo, Ultimo.

## Principales producciones
Trabajos como productor artístico y arreglista.
- 1999 - Gli Atroci, Álbum: Gli Atroci
- 2001 - Danny Peyronel, Álbum: Make the monkey dance
- 2002 - Heavy Metal Kids, Álbum:  Hit the Right Button
- 2002 - Après La Classe, Álbum: Après La Classe
- 2004 - Gli Atroci, Álbum: L'armata del metallo
- 2004 - Après La Classe, Álbum: Un número
- 2008 - Monodia, Singles: Fermo immagine", "Parole scritte a metà", "Nevicherà".
- 2009 - Finley, Álbum: Band at work EP
- 2011 - Finley, Álbum: Fuori!
- 2011 - Blind fool love, Álbum: Il pianto EP
- 2011 - Blind fool love, Álbum: La strage di cupido
- 2011 - Cayne, Álbum: Addicted EP
- 2011 - Edoardo Bennato, Single: La mia città
- 2011 - Edoardo Bennato, Single: Credo solo a te
- 2012 - Bianca Atzei featuring Modà, duetto nel brano: La gelosia
- 2013 - Cayne, Álbum: Cayne
- 2013 - Niccolò Agliardi featuring Bianca Atzei, duetto nel brano: Fino in fondo
- 2014 - Roby Facchinetti, Single: Ma che vita la mia (Radio version)
- 2014 - Cayne, Álbum: Little witch EP
- 2014 - Enrico Ruggeri, Single: In un paese normale
- 2014 - Francesco Renga, Single: Almeno un po' in duetto con Kekko Silvestre.
- 2014 - Raige, Single: Dimenticare (mai) in duetto con Annalisa.
- 2015 - Julio Iglesias Jr. Single: Un anno senza te in duetto con Anamor.
- 2015 - La crisi di luglio, Álbum: In netta ripresa
- 2015 - Casablanca, Álbum: Casablanca
- 2015 - Pooh, Single: Pensiero Remake 2015
- 2015 - Benji & Fede, Álbum: 20:05 Brani: Lettera", "Senza te", "Tempo di cambiare.
- 2016 - Pooh, Single: Noi due nel mondo e nell'anima
- 2016 - Enrico Ruggeri, Single: Il primo amore non si scorda mai
- 2016 - Forlani, Single: Domani non è più qui
- 2016 - Enrico Ruggeri, Single: Il volo su Vienna
- 2016 - Pooh, Single: Chi fermerà la musica
- 2016 - Pooh, Single: Ancora una canzone
- 2016 - Forlani, Single: Musica
- 2016 - Cantiere 164, Single: Stella cometa

- 2016 - Pooh, Álbum: L'ultima notte insieme - (Brani inediti e remakes)
- 2016 - Forlani, Álbum: Di sole e di nuvole
- 2016 - Down The Stone, Álbum: Life
- 2017 - Bianca Atzei, Single: Ora esisti solo tu
- 2017 - Cantiere 164, Single: Noi e il tempo

- 2017 - Roby Facchinetti e Riccardo Fogli, Insieme (Brani "Per salvarti Basta un amico", "Arianna", "Notte a sorpresa").
- 2017 - The Price, Single: On the edge of madness
- 2018 - Finley, Single: Tutto quello che ho
- 2018 - The Price, Single: My Escape